# إكس شات
إكس شات (بالإنجليزية: X-Chat، يكتب أحيانا XChat)‏، واحد من أشهر برامج قنوات الآي آر سي للأنظمة شبيهة يونكس. متاح أيضا لأنظمة مايكروسوفت ويندوز وماك أو إس إكس.